# Îles Cerbicale

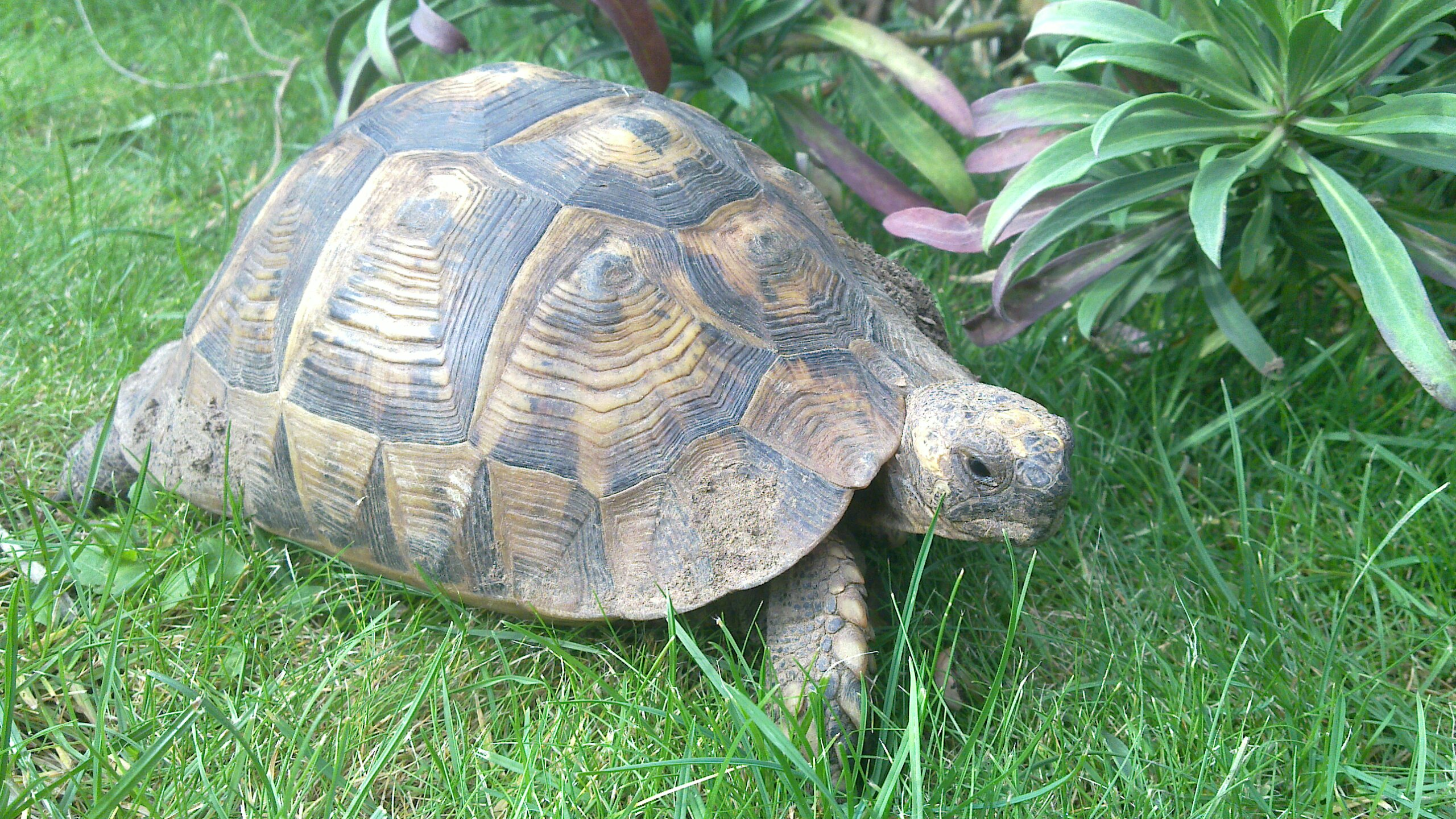
Tortue d'Hermann qu'on peut observer sur les îles

Les îles Cerbicale (en corse I Ciarbicali) constituent un petit archipel de la mer Tyrrhénienne situé en Corse-du-Sud, sur la commune de Porto-Vecchio, au large de la Punta Cerbicale. Elles appartiennent depuis 1999 à la Réserve des Bouches de Bonifacio, qui est la plus grande réserve de France métropolitaine. 

## Géographie

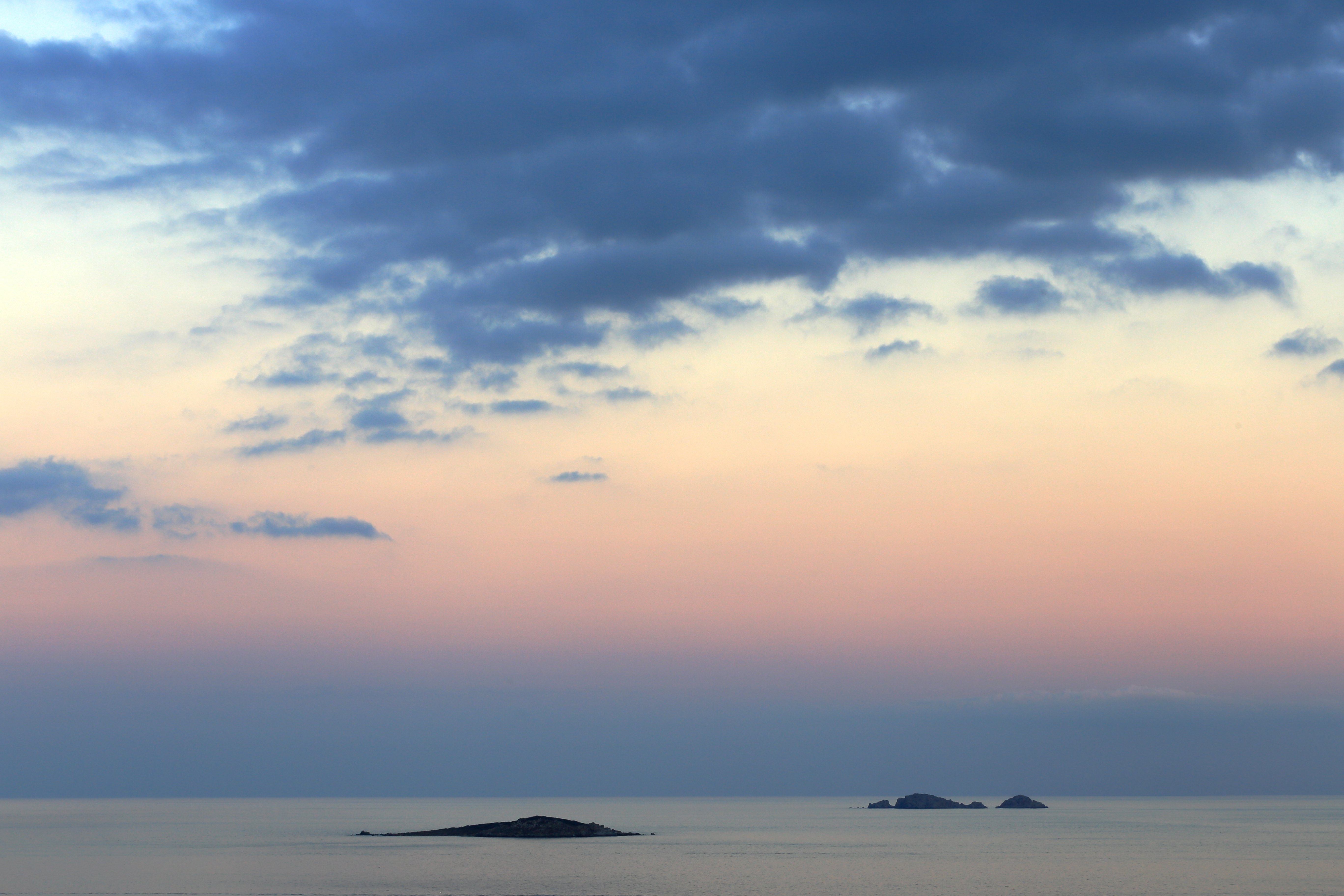
Les îles Cerbicales vues depuis la côte au coucher du soleil

Le mot cerbicale (nom de la pointe ou des îles) renvoie vraisemblablement à leur aspect un peu dénudé, comme les autres toponymes évoquant le crâne (mont chauve etc.).
Situées entre 1700 et 2300 mètres de la côte, elles se composent, du nord au sud, de :
- l'île Forana
- l'île de Maestro Maria
- l'île Piana
- l'île Pietricaggiosa

auxquelles s'ajoutent deux îlots rocheux plus éloignés :
- l'île du Toro, située à 7 km en mer
- le Rocher de la Vacca, située 1 km au-delà de Forana

Toutes sont de taille modeste (700 m de long pour la plus grande, Piana) et peu élevées : respectivement 34, 35 et 29 m pour Forana, Piana et Pietricaggiosa, 5 m seulement pour Maestro Maria.

## Histoire
Faute d'eau potable, les îles semblent n'avoir jamais été habitées par l'homme.

## Écologie
Pour préserver la richesse de la faune aviaire et sous-marine, les îles Cerbicale ont été constituées en réserve naturelle en 1981. Sa gestion est assurée par l’Office de l’Environnement de la Corse.